# Клюев, Константин Иванович
Константи́н Ива́нович Клю́ев (04.03.1920—29.07.2009  ) —  участник Великой Отечественной войны, газосварщик завода «Заря» Министерства химической промышленности СССР, город Дзержинск Горьковской области. Герой Социалистического Труда (21.06.1957).

## Биография
Родился 4 марта 1920 года в селе Ново-Еделево ныне Гагинского района Нижегородской области в семье сотрудника ВЧК. Русский. В 1936 году окончил восьмилетнюю Березниковскую школу в Гагинском районе.
Трудовую деятельность начал в 1936 году в колхозе «Север» Гагинского района. В 1938 году приехал в город Дзержинск Горьковской (ныне - Нижегородской) области. С марта 1938 до 1940 года работал на заводе «Заря» сначала учеником токаря, затем электрогазосварщиком.
В октябре 1940 года был призван на срочную службу в Военно-Морской Флот, служил в береговой артиллерии связистом.
Участник Великой Отечественной войны с 1941 года. Защищал Таллиннский порт. На вспомогательном корабле «Сатурн» матросу К.И.Клюеву представилась возможность покинуть Таллинн. 30 августа 1941 года корабль был торпедирован, после более двух часов проведённых в ледяной воде К.И.Клюев был подобран катером. Провёл 900-дневную блокаду Ленинграда в Кронштадте, был награжден орденом Красной Звезды.
Член ВКП(б)/КПСС с 1945 года. Окончил трехгодичную школу партийного актива. В октябре 1948 года старшина 1-й статьи К.И.Клюев был демобилизован.
Вернулся в город Дзержинск. С 1948 года работал электрогазосварщиком на заводе «Заря». Достиг высоких показателей в труде, перевыполнял плановые задания. Ему доверялись самые сложные задачи. Автор множества приспособлений, новаторских приемов.
Указом Президиума Верховного Совета СССР от 20 апреля 1971 года за выдающиеся успехи в выполнении заданий пятилетнего плана, внедрение передовых методов труда и достижение высоких технических и производственных показателей Клюеву Константину Ивановичу присвоено звание Героя Социалистического Труда с вручением ордена Ленина и золотой медали «Серп и Молот».
Вёл большую общественную работу, в 1949-1957 годах был секретарем партийного бюро цеха, избирался членом Дзержинского городского комитета КПСС, депутатом Дзержинского городского Совета народных депутатов, членом заводского комитета профсоюза, секретарем Горьковского обкома профсоюза работников химической и нефтехимической промышленности.
Почётный гражданин города Дзержинска (21.06.1979), с марта 1980 года – на пенсии.
Жил в городе Дзержинске. Скончался 29 июля 2009 года. Похоронен в в городе Дзержинске на городском кладбище.

## Награды
- Золотая медаль «Серп и Молот» (20.04.1971)
- Орден Ленина (20.04.1971)

- Орден Отечественной войны II степени (11.03.1985)[2]
- Орден Красной Звезды (20.04.1951)[2]
- Орден Знак Почёта (02.10.1961)
- Медаль «За оборону Ленинграда»(22.12.1942)[3]
- Медаль «За боевые заслуги»  (01.09.1944)[4]
- Медаль «В ознаменование 100-летия со дня рождения Владимира Ильича Ленина» (6 апреля 1970)

- Медаль «За победу над Германией в Великой Отечественной войне 1941—1945 гг.» (9 мая 1945)[3]
- Юбилейная медаль «Двадцать лет Победы в Великой Отечественной войне 1941—1945 гг.» (7 мая 1965[5])
- Юбилейная медаль «Тридцать лет Победы в Великой Отечественной войне 1941—1945 гг.»[6]
- Медаль «Сорок лет Победы в Великой Отечественной войне 1941-1945 гг.»[7]

- Медаль «Ветеран труда»
- Медаль «30 лет Советской Армии и Флота»[8]
- Юбилейная медаль «40 лет Вооружённых Сил СССР»[9]
- Юбилейная медаль «50 лет Вооружённых Сил СССР» (26 декабря 1967[10])
- Юбилейная медаль «60 лет Вооружённых Сил СССР»
- Знак МО СССР «25 лет Победы в Великой Отечественной войне» (24 апреля 1970)

- Почётный гражданин города Дзержинска

## Память
- На могиле установлен надгробный памятник.
- Его имя увековечено в Главном Храме Вооружённых сил России, и навсегда запечатлено на мемориале «Дорога памяти»